# Esbjerg fB
Der Esbjerg forenede Boldklubber (kurz EfB, deutsch Vereinte Ballklubs Esbjergs) ist ein Fußballverein aus der dänischen Hafenstadt Esbjerg. Der Verein ging schon früh aus einem Zusammenschluss zweier lokaler Klubs hervor, wie am Namen noch zu erkennen ist. Obwohl die erfolgreichste Zeit der Jütländer schon 50 Jahre zurückliegt, konnten sie sich in den 2000er- und 2010er-Jahren als Mitglied der dänischen Superliga etablieren und teilweise bescheidene Erfolge im Europapokal feiern. In der Zeit von 2020 bis 2022 stieg Esbjerg allerdings bis in die 2. Division, die dritthöchste Liga im dänischen Fußball, ab. Erst am Ende der Saison 2023/24 gelang die Rückkehr in die 1. Division, in der Esbjerg seitdem spielt.
Der Club hat auch eine enge Fan-Freundschaft mit dem VfL Wolfsburg.

## Geschichte

### Gründung
Der erste Fußballverein, der im Stadtgebiet von Esbjerg gegründet wurde, war 1898 der Esbjerg Boldklub af 1898. 1911 folgte mit dem Esbjerg Amatør Klub zwar ein weiterer, aber keiner der beiden Vereine konnte je erwähnenswerte überregionale Erfolge verzeichnen. Also zog man 1924 die Konsequenz und schloss sich unter dem Namen Esbjerg forenede Boldklubber zusammen. Die sportlichen Erfolge stellten sich zwar nicht augenblicklich ein, aber schließlich errang man 1926 die erste Jütländische Meisterschaft (dieser Titel wird heute nicht mehr verliehen). Nachdem sich Esbjerg 1931 der ersten Liga Dänemarks angeschlossen hatte (was damals noch mit aufwändigen Schiffsreisen nach Seeland, wo die überlegenen Kopenhagener Vereine spielten, verbunden war), erreichte der sportliche Erfolg der Klubber mit einem fünften Platz in der Meisterschaft einen vorläufigen Höhepunkt.

### Nationale Erfolge
Nachdem mehrere Abstiege und der Zweite Weltkrieg den Erfolg unterbrochen hatten, konnte Esbjerg 1949 wieder ins Oberhaus zurückkehren – erst als Abstiegskandidat, aber nachdem 1955 das damalige Stadion Esbjerg Idrætspark die Pforten öffnete, wurden EfB im darauf folgenden Jahr Vizemeister.
Dies sollte ein Vorgeschmack der kommenden „goldenen Ära“ Esbjergs sein (in Dänemark werden dem Meister traditionell Goldmedaillen verliehen, was sich in vielen Metaphern niederschlägt), die sich Anfang der 60er-Jahre an die große Zeit von Aarhus GF anschloss: Von 1961 bis 1965 dominierten sie den dänischen Fußball und gewannen jährlich einen nationalen Titel: vier Meisterschaften und einen Pokalsieg.

### Niedergang und Wiederauferstehung
Im Anschluss an diesen Höhenflug verloren die Klubber allerdings erneut den Anschluss an die Spitze und stiegen 1972 bis in die dritte Liga ab. Unter großen finanziellen Anstrengungen kamen sie noch einmal zurück und gewannen Ende der 1970er Jahre noch einen Pokal; als die Erfolge danach jedoch erneut ausblieben, setzte ein Niedergang ein, bis der Verein 1990 praktisch zahlungsunfähig war.
Erst der Verkauf von Anteilen am Unternehmen EfB A/S im Jahr 1998 schaffte neuen finanziellen Spielraum. Eine neu aufgebaute, solide gemanagte Mannschaft unternahm einen erneuten Anlauf, der Esbjerg fB 2003 bis in den UEFA-Cup führte. In diesem spielten sie auch in der Saison 2005/06 als Sieger der Auslosung über die Fair-Play-Wertung der UEFA. 2011 stieg Esbjerg fB aus der Superliga ab, um ein Jahr später wieder aufzusteigen. 2012/13 erreichte Esbjerg fB einen Tabellenplatz, der zur Teilnahme an der Qualifikation zur Europa League berechtigt. In den Play-offs zur Europa League qualifizierten sie sich überraschend gegen AS Saint-Étienne (4:3 und 1:0) für die Teilnahme an der Europa League. Nach der Gruppenphase schied man im Sechzehntelfinale aus. Im Folgejahr schied man in der dritten Qualifikationsrunde aus der Europa League aus. In der Saison 2015/16 gelang noch der Klassenerhalt, nach der Saison 2016/17 stieg man jedoch aus der Superliga ab. Ein Jahr später folgte nach der Saison 2017/18 der direkte Wiederaufstieg und man erreichte anschließend die zweite Qualifikationsrunde zur UEFA Europa League. Im Sommer 2018 machte Esbjerg fB durch die Verpflichtung von Rafael van der Vaart auf sich aufmerksam, der vom FC Midtjylland nach Esbjerg kam.  Van der Vaart bestritt in der Folge jedoch nur drei Spiele für seinen neuen Klub, bevor er seine Karriere im November 2018 aus Verletzungsgründen beendete.
Nachdem Esbjerg die Vorrunde der Saison 2019/20 nur auf dem vorletzten Tabellenplatz abgeschlossen hatte, konnte die Mannschaft in der Abstiegsrunde keine Trendwende einleiten und musste am Ende der Saison in die 1. Division absteigen. Der direkte Wiederaufstieg misslang und am Ende der Saison 2021/22 folgte sogar der Abstieg in die drittklassige 2. Division. Auch hier misslang der direkte Wiederaufstieg. Erst in der zweiten Saison gelang die Rückkehr in die 1. Division, in der die Mannschaft seit der Saison 2024/25 spielt.

## Kader in der Saison 2025/26
Stand: 4. August 2025
| Nr. |          | Position | Name                      |
| --- | -------- | -------- | ------------------------- |
| 1   | Danemark | TW       | Daniel Gadegaard Andersen |
| 2   | Danemark | AB       | Jacob Buus                |
| 3   | Danemark | AB       | Anton Skipper             |
| 4   | Danemark | AB       | Patrick Tjørnelund        |
| 5   | Danemark | AB       | Andreas Troelsen          |
| 6   | Danemark | AB       | Lasse Vigen               |
| 7   | Danemark | MF       | Lucas From                |
| 8   | Norwegen | MF       | Mikail Maden              |
| 9   | Danemark | ST       | Jakob Ankersen            |
| 11  | Danemark | MF       | Peter Bjur                |
| 12  | Danemark | MF       | Andreas Lausen            |

| Nr. |             | Position | Name               |
| --- | ----------- | -------- | ------------------ |
| 14  | Niederlande | ST       | Tim Freriks        |
| 15  | Danemark    | AB       | Tobias Stagaard    |
| 16  | Danemark    | TW       | Kasper Kristensen  |
| 17  | Danemark    | MF       | Julius Lucena      |
| 18  | Danemark    | MF       | Marcus Hansen      |
| 19  | Danemark    | MF       | Sander Strand      |
| 26  | Danemark    | ST       | Frederik Flaskager |
| 27  | Island      | MF       | Breki Baldursson   |
| 32  | Danemark    | AB       | Nicolai Blicher    |
| 34  | Danemark    | TW       | Emil Jørgensen     |
| 39  | Danemark    | MF       | Noah Strandby      |

## Erfolge
- Dänischer Meister (5): 1961, 1962, 1963, 1965, 1979
- Dänischer Pokalsieger (3): 1964, 1976, 2013
- Meister der 1. Division (1): 2012
- Meister der 2. Division (1): 2024

## Europapokalbilanz
| Saison  | Wettbewerb                    | Runde                  | Gegner               | Gesamt          | Hin     | Rück          |
| ------- | ----------------------------- | ---------------------- | -------------------- | --------------- | ------- | ------------- |
| 1962/63 | Europapokal der Landesmeister | Vorrunde               | Linfield FC          | 2:1             | 2:1 (A) | 0:0 (H)       |
| 1962/63 | Europapokal der Landesmeister | 1. Runde               | FK Dukla Prag        | 0:5             | 0:0 (H) | 0:5 (A)       |
| 1963/64 | Europapokal der Landesmeister | Vorrunde               | PSV Eindhoven        | 04:11           | 3:4 (H) | 1:7 (A)       |
| 1964/65 | Europapokal der Pokalsieger   | Vorrunde               | Cardiff City         | 0:1             | 0:0 (H) | 0:1 (A)       |
| 1966/67 | Europapokal der Landesmeister | 1. Runde               | FK Dukla Prag        | 0:6             | 0:2 (H) | 0:4 (A)       |
| 1976/77 | Europapokal der Pokalsieger   | 1. Runde               | Bohemians Dublin     | 1:3             | 1:2 (A) | 0:1 (H)       |
| 1978/79 | UEFA-Pokal                    | 1. Runde               | Start Kristiansand   | 1:0             | 0:0 (A) | 1:0 (H)       |
| 1978/79 | UEFA-Pokal                    | 2. Runde               | Kuopion PS           | 6:1             | 2:0 (A) | 4:1 (H)       |
| 1978/79 | UEFA-Pokal                    | 3. Runde               | Hertha BSC           | 2:5             | 2:1 (H) | 0:4 (A)       |
| 1979/80 | UEFA-Pokal                    | 1. Runde               | TJ Zbrojovka Brünn   | 1:7             | 0:6 (A) | 1:1 (H)       |
| 1980/81 | Europapokal der Landesmeister | 1. Runde               | Halmstads BK         | 3:2             | 0:0 (A) | 3:2 (H)       |
| 1980/81 | Europapokal der Landesmeister | 2. Runde               | Spartak Moskau       | 2:3             | 0:3 (A) | 2:0 (H)       |
| 2003/04 | UEFA-Pokal                    | Qualifikation          | FC Santa Coloma      | 9:1             | 5:0 (H) | 4:1 (A)       |
| 2003/04 | UEFA-Pokal                    | 1. Runde               | Spartak Moskau       | 1:3             | 0:2 (A) | 1:1 (H)       |
| 2004    | UEFA Intertoto Cup            | 1. Runde               | NSÍ Runavík          | 7:1             | 3:1 (H) | 4:0 (A)       |
| 2004    | UEFA Intertoto Cup            | 2. Runde               | OGC Nizza            | 2:1             | 1:0 (H) | 1:1 (A)       |
| 2004    | UEFA Intertoto Cup            | 3. Runde               | Vėtra Vilnius        | 5:1             | 1:1 (A) | 4:0 (H)       |
| 2004    | UEFA Intertoto Cup            | Halbfinale             | FC Schalke 04        | 1:6             | 1:3 (H) | 0:3 (A)       |
| 2005/06 | UEFA-Pokal                    | 1. Qualifikationsrunde | FC Flora Tallinn     | 7:2             | 1:2 (H) | 6:0 (A)       |
| 2005/06 | UEFA-Pokal                    | 2. Qualifikationsrunde | Tromsø IL            | 1:1 (2:3 i. E.) | 0:1 (H) | 1:0 n. V. (A) |
| 2013/14 | UEFA Europa League            | Play-offs              | AS Saint-Étienne     | 5:3             | 4:3 (H) | 1:0 (A)       |
| 2013/14 | UEFA Europa League            | Gruppenphase           | Standard Lüttich     | 4:2             | 2:1 (A) | 2:1 (H)       |
| 2013/14 | UEFA Europa League            | Gruppenphase           | FC Red Bull Salzburg | 1:5             | 1:2 (H) | 0:3 (A)       |
| 2013/14 | UEFA Europa League            | Gruppenphase           | IF Elfsborg          | 3:1             | 2:1 (A) | 1:0 (H)       |
| 2013/14 | UEFA Europa League            | Sechzehntelfinale      | AC Florenz           | 2:4             | 1:3 (H) | 1:1 (A)       |
| 2014/15 | UEFA Europa League            | 2. Qualifikationsrunde | FK Qairat Almaty     | 2:1             | 1:1 (A) | 1:0 (H)       |
| 2014/15 | UEFA Europa League            | 3. Qualifikationsrunde | Ruch Chorzów         | (a)2:2(a)       | 0:0 (A) | 2:2 (H)       |
| 2019/20 | UEFA Europa League            | 2. Qualifikationsrunde | Schachzjor Salihorsk | 0:2             | 0:2 (A) | 0:0 (H)       |

Gesamtbilanz: 56 Spiele, 22 Siege, 14 Unentschieden, 20 Niederlagen, 74:81 Tore (Tordifferenz −7)

## Eishockeyabteilung
Im Jahr 2005 übernahm Esbjerg fB die Profilizenz des Esbjerg IK aus der AL-Bank Ligaen, der höchsten dänischen Spielklasse. Seither ist der EIK nur noch als reiner Eishockey-Amateurclub aktiv. Das Eishockeyteam des Esbjerg fB wird als EfB Ishockey bezeichnet.